# Lindernia aplectra
Lindernia aplectra é uma espécie botânica do gênero Lindernia pertencente à família Linderniaceae.